# 스코르니체슈티

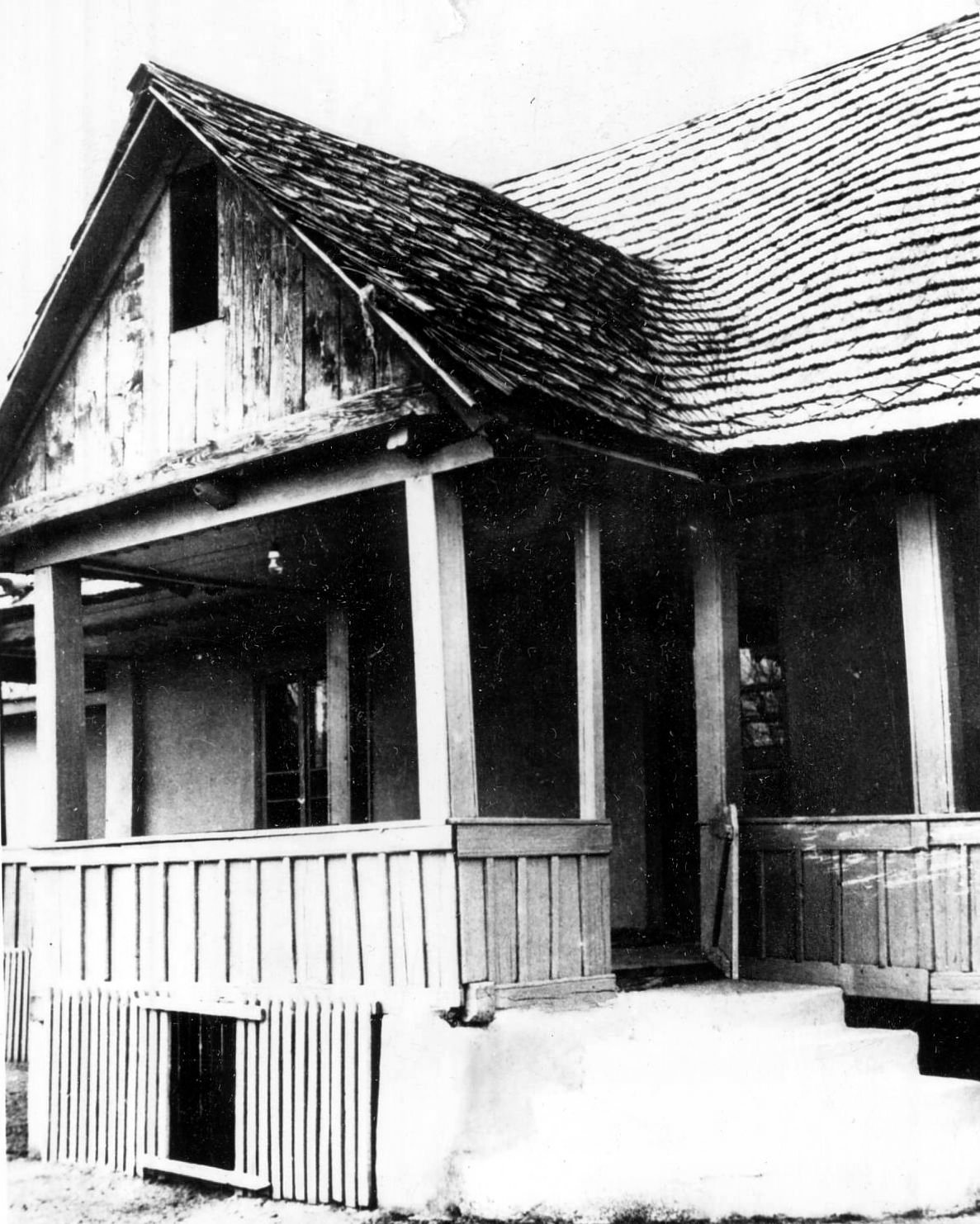
차우셰스쿠의 생가

스코르니체슈티(루마니아어:Scornicești)는 루마니아 올트 주에 있는 도시로 면적은 168.77km2, 인구는 2002년 기준 12802명이다. 또한 차우셰스쿠가 태어나서 11살 부쿠레슈티로 이주할 때까지 지낸 곳으로 그의 통치 기간 중에 그의 집을 제외한 전통 가옥들이 아파트로 바뀌었고 3만 명을 수용하는 대규모 경기장이 세워졌다.

## 인구
| 연도              | 인구   | ±%     |
| ----------------- | ------ | ------ |
| 1992              | 13,998 | —      |
| 2002              | 13,751 | −1.8%  |
| 2011              | 11,766 | −14.4% |
| 출처: Census data |        |        |